# Groźba (film)
Groźba (tyt.oryg. Kërcënimi) – albański film fabularny z roku 1981 w reżyserii Marka Topallaja, na motywach powieści Kërcënim te errësirë Apostola Nasiego.

## Opis fabuły
Film przedstawia problem działalność agenturalnej obcych wywiadów na terenie Albanii. Celem agentów są przede wszystkim obiekty wojskowe. Zadanie pozyskania Arbena, inżyniera i konstruktora, pracującego w jednej z baz morskich otrzymuje piękna Ema, przyjaciółka jednego z agentów. Mimo starań Emy, Arben nie zgadza się na współpracę.
Film realizowano we Wlorze.

## Obsada
- Rajmonda Bulku jako Ema
- Piro Kita jako Arben
- Aleksandër Pogaçe jako Peter
- Bep Shiroka jako Cvetko
- Antoneta Papapavli jako Marina
- Vangjel Agora jako Besnik
- Stavri Shkurti jako szef
- Skendër Cala jako Stavri
- Andon Koço jako Zamir
- Karafil Shena jako Jacia
- Agron Gashi jako Skafandra